# Zwei auf der Flucht

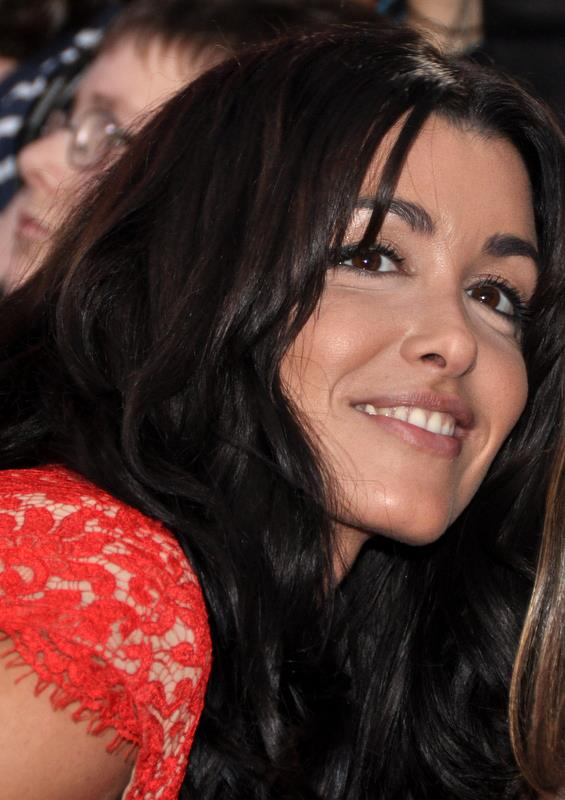
Jenifer Bartoli spielt Sarah Munoz (Foto von 2012)

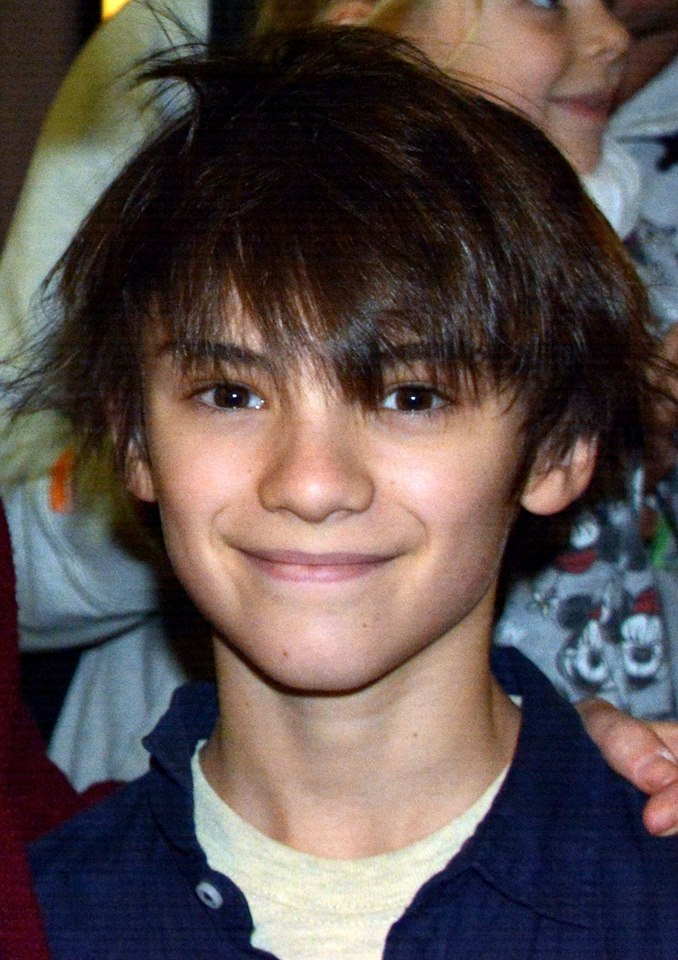
Félix Bossuet spielt Léo (Foto von 2017)

Zwei auf der Flucht (Originaltitel: Traqués) ist ein französischer Fernsehthriller aus dem Jahr 2018. In der ursprünglichen Fassung als Zweiteiler ausgestrahlt, kam der Film bei der deutschen Fernsehpremiere am 14. September 2020 im ZDF als Einteiler ins Programm.

## Handlung
Der elfjährige Léo ist mit seinem Vater Alberto Seria in einem Einkaufszentrum unterwegs, um letzte Besorgungen zu machen, da sie nach Miami auswandern. Im Parkhaus werden sie plötzlich beschossen. Alberto versteckt seinen Sohn in dem unverschlossenen Kofferraum eines Autos, er gibt ihm einen Zettel mit einer Zahl und einer Adresse, hier solle sich Léo verstecken und auf ihn warten. Die ins Parkhaus gehende Verkäuferin Sarah wird von weiteren Schüssen überrascht, sie fährt aufgrund dessen mit ihrem Wagen schleunigst aus der Gefahrenzone nach Hause. Alberto liegt mittlerweile erschossen auf dem Boden. Die einzigen Videoaufnahmen des Parkhauses zeigen, wie Sarah den Tatort verlässt.
Sarah sieht in den Nachrichten, was vorgefallen ist. Als sie etwas aus ihrem Auto holt, entdeckt sie Léo im Kofferraum. Doch bevor ihr klar wird, was eigentlich passiert ist, klingelt schon ein angeblicher Polizist an ihrer Tür und erschießt unvermittelt Sarahs Nachbarin. Sarah flüchtet mit dem Jungen in dem Van ihrer Nachbarin und sie fahren quer durchs Land. Léo erfährt aus dem Radio, dass sein Vater nicht mehr lebt. Dieser muss etwas gegen die Machenschaften korrupter Geschäftsleute in der Hand gehabt haben. Die Rolle von Sarah ist den Ermittlern Donatelli und Sanchez unklar, sie halten sie für eine mögliche Kidnapperin. Sarah ist vorbestraft, da sie einen Polizisten angegriffen hat, und sie hatte ein Kind, das sie zur Adoption freigab. Unklar ist auch die Rolle des angeblichen Polizisten, der eigentlich nur mit polizeilichen Informationen über den Aufenthalt der beiden Bescheid wissen konnte. Die Möglichkeit eines Maulwurfs im Team führt zu berechtigtem Misstrauen der Ermittler untereinander.
Sarah setzt Léo an der auf dem Zettel stehenden Adresse ab, wo der Junge auf einen Freund seines Vaters trifft. Im Haus werden beide vom Killer überrascht, der Freund wird durch einen Schuss schwer verletzt, Léo kann mit einer Pistole fliehen und wird von Sarah im Van mitgenommen. Die Zahlen auf dem Zettel sind der Zugangscode zu einem Bankkonto mit veruntreutem Geld. Die beiden ändern daraufhin ihr Outfit, Sarah schneidet sich das Haar kurz und Léo wird mit einer Perücke zum Mädchen gemacht. Mit einem geklauten Auto setzen sie ihre Flucht fort. Dennoch werden Aufenthalte in Motels zu riskant, sodass sie in ein leerstehendes Ferienhaus einbrechen.
Ermittler Donatelli versucht in den Akten und durch Befragungen mehr über Sarahs Verhaftung herauszufinden. Es stellt sich heraus, dass diese damals von einer Gruppe um Kommissar Lavier vergewaltigt wurde, die Polizisten sich gegenseitig deckten und es als gefährlichen Angriff darstellten, als Sarah sich wehrte. Sarah konnte dann die Haftstrafe früher beenden, weil sie schwanger war. Donatelli bittet Sarah im Fernsehen, dass sie ihn kontaktieren soll.
Léo nimmt mit seinem Tablet Kontakt zu Donatelli auf, indem er sich als sein Sohn ausgibt. Dieser sagt Sarah, dass er von ihrer Geschichte mit der Vergewaltigung weiß. Wieder werden sie vom Killer überrascht, dieser möchte die Zahlenkombination von Leos Zettel haben, doch dieser hat diesen auf einer Raststätte liegengelassen. Als der Killer Sarah erschießen will, wird er selbst vom eintreffenden Donatelli erschossen. Donatelli stellt Sanchez zu Rede, denn er hat mittlerweile herausgefunden, dass dieser der Maulwurf ist und die Ortungsdaten weitergab. Sanchez schießt auf Donatelli und will Sarah als Täterin inszenieren, die er dann in Notwehr erschießt. Doch als Léo kurz Sanchez’ Aufmerksamkeit ablenkt, kann Sarah ihn mit der Pistole erschießen.
Drei Monate später holt Sarah Léo aus einem Waisenhaus ab und adoptiert ihn. Auf die Frage, wo sie jetzt leben werden, zeigt Sarah Léo den Zettel, den sie auf der Raststätte wiedergefunden haben muss. Donatelli hat überlebt und sagt beiden, dass sie den Hintermännern auf der Spur sind, von dem Geld aber nichts zu finden war.

## Synchronisation
Die deutsche Synchronisation übernahm die Metz-Neun Synchron. Die Dialogregie führte Johannes Ott.
| Rolle             | Schauspieler        | Deutsche Stimme     |
| ----------------- | ------------------- | ------------------- |
| Léo               | Félix Bossuet       | Leo Amic            |
| Sarah Munoz       | Jenifer Bartoli     | Michelle Winter     |
| Simon Donatelli   | Joffrey Platel      | Sven Gerhardt       |
| Sanchez           | Matthias Van Khache | Jan Langer          |
| Juliette Lerebour | Constance Labbé     | Fabienne Hesse      |
| Vargas            | Pierre Lopez        | Gilles Karolyi      |
| Jordan Aboubakar  | Daniel Njo Lobé     | Thomas Balou Martin |
| Alberto Seria     | Fabrice Michel      | Achim Barrenstein   |
| Severine          | Alice Chenu         | Gisa Bergmann       |
| Calvi             | Antoine Oppenheim   | Matthias Keller     |
| Eloïse            | Célia Pilastre      | Andrea Dewell       |
| Lavier            | Laurent Fernandez   | Torsten Münchow     |

## Produktion
Der Film wurde vom 16. Oktober 2017 bis 27. November 2017 in der Provence-Alpes-Côte d’Azur gedreht.

## Rezeption

### Kritiken
Das Lexikon des internationalen Films gibt dem Film 3 von 5 Sternen und schreibt: „Ein inhaltlich wenig aufregender Film, der aber Gespür für Spannungsaufbau und effektvolle Verfolgungsjagden besitzt. In der Zeichnung der Nebenfiguren oberflächlich, überzeugt das glaubhafte Zusammenspiel des zentralen Duos als Gemeinschaft wider Willen.“